# Fire (Game & Watch)
Pour les articles homonymes, voir Fire.

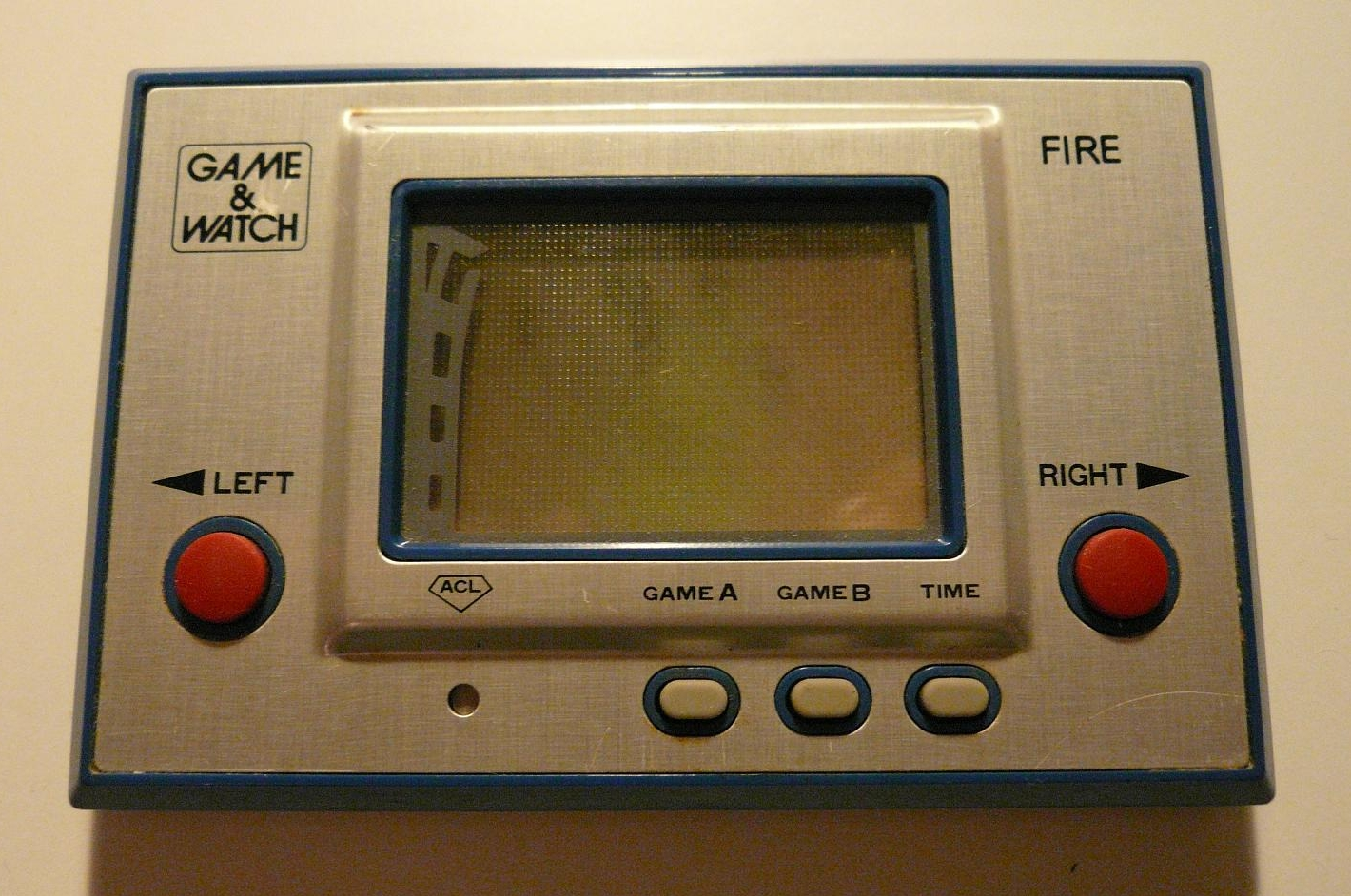
Fire version Silver.

Fire est un jeu électronique à cristaux liquides Game & Watch. Il est sorti en 1980 en version "Silver", puis en 1981 en version "Wide Screen". Il est ressorti quelques années plus tard dans les compilations de jeux Game & Watch Gallery sur Game Boy, Game Boy Color et Game Boy Advance.

## Description du jeu
Des personnes sautent d'un immeuble en feu. En dessous, deux sauveteurs tiennent un filet. Le but du jeu est de réceptionner ces personnes et de les faire rebondir jusque dans une ambulance. À chaque fois qu'une personne rebondit sur le filet, elle rebondit vers la droite. Trois rebonds sont nécessaires pour arriver à sauver une personne. Si, par mégarde, on laisse tomber une personne, on perd une vie. Au bout de 3 vies perdues, le jeu est fini.
Les bruitages du jeu prennent une part importante dans le gameplay et permettent de savoir lorsqu'une personne vient de sauter, lorsqu'il y a plusieurs personnes qui rebondissent dans les airs, lorsqu'on a laissé tomber quelqu'un ou encore, le plus important, quand une personne a touché le filet.
Il existe des différences entre les 2 versions du jeu électronique :
Dans la version Silver
- Toutes les personnes sautent du troisième étage de l'immeuble.
- Le jeu possède 2 modes de difficulté qui se ressemblent beaucoup. Dans le mode le plus difficile (Game B), les personnes sautent à la même vitesse mais le nombre de personnes augmente jusqu'à 9 personnes en même temps.
- On gagne 1 point à chaque fois qu'une personne arrive dans l'ambulance.
- Le nombre de personnes qui sautent est réduit temporairement tous les 100 points.

Dans la version Wide Screen
- Des personnes sautent du deuxième et troisième étage de l'immeuble.
- Le jeu possède 2 modes de difficulté. Le premier mode (Game A) est le mode le plus facile car les personnes sautent seulement du 3e étage. Le deuxième mode (Game B) est plus difficile, vu que des personnes sautent également du second. La difficulté réside dans le fait qu'au deuxième étage, les personnes mettent un temps variable pour se décider à sauter, alors qu'au troisième, dès que l'on voit quelqu'un, on sait qu'il va sauter immédiatement.
- On gagne 1 point pour chaque rebond sur le filet.
- La vitesse augmente avec le score. Tous les 100 points, la vitesse réduit un peu avant d'augmenter à nouveau.
- Plus le score augmente et plus le nombre de personnes qui sautent augmente. Un maximum de 9 personnes peut se trouver à l'écran en même temps.
- On peut regagner toutes ces vies à 200 et 500 points.

## Adaptations et apparitions
Ce jeu a été adapté dans plusieurs compilation de jeux Game & Watch de la série Game & Watch Gallery. Parmi ces compilations on retrouve une version de Fire dans la première (version Game Boy et Super Game Boy),  la troisième (version Game Boy Color) et la quatrième compilation (version Game Boy Advance).
Dans la série des Super Smash Bros., on retrouve des attaques et des décors en rapport direct avec ce jeu.
Le principe de ce jeu est, enfin, souvent réutilisé pour des compilations de mini-jeux comme, par exemple, dans le jeu vidéo Beauty and the Beast sur Game Boy Color.

### Game and Watch Gallery
Dans cette compilation, on retrouve 2 versions du jeu (classique et moderne) et 2 niveaux de difficultés pour chaque version.
Version classique
C'est une adaptation de la version "Wide Screen" du jeu. La jouabilité et les règles restent les mêmes que dans la version originale. Les seules différences sont que l'on peut maintenant mettre le jeu en pause et que les vies perdues ne sont plus représentées par des anges, mais par deux sparadraps formant un "X" (depuis le milieu des années 80, Nintendo évite souvent des références aux religions dans ses jeux).
Version moderne
Cette version transpose le jeu originale dans l'univers de Mario. L'immeuble est transformé en un château en feu, l'ambulance est remplacée par un carrosse "champignon" et les sauveteurs sont Mario et Luigi. Il y a trois types de personnages qui sautent du château. Des Toad qui font de grand bonds en atterrissant sur le filet, des Yoshi qui font des bonds moyens et enfin des bébés Donkey Kong qui font des petits bonds. 
Parfois des œufs, qui se transforment en bombe ou en lune, s'invitent parmi les personnages. Les lunes font gagner 5 points à chaque rebond sur le filet, mais le joueur ne doit pas amener les bombes jusqu'au carrosse sous peine de perdre une vie. La princesse Peach apparait à 200 et 500 points pour envoyer un cœur au joueur. S'il est rattrapé, une vie est regagnée.

### Game & Watch Gallery 3
Dans cette compilation, on peut débloquer, dans les secrets du jeu, une version miroir de la version "Silver". Pour cela, il faut avoir au moins 60 étoiles et se rendre dans le Corner Gallery sur Secret 2. Dans les bonus du jeu, on nous explique également que dans la première version du jeu, l'immeuble devait se trouver à droite et l'ambulance à gauche de l'écran. Une erreur a été faite lors du processus de fabrication et l'image a été inversée. Vu que le jeu restait jouable, Nintendo décida tout de même de le sortir et le jeu resta ainsi dans sa deuxième version.

### Super Smash Bros.
Dans la série des Super Smash Bros., Mr. Game & Watch, le petit personnage noir représentatif de la série, est jouable à partir de l'opus Melee.
Chacune de ses attaques est tirée d'un jeu Game & Watch. Parmi ses coups spéciaux, on retrouve Fire; les pompiers du jeu viennent le faire rebondir sur leur trampoline pour une attaque verticale ou un ultime saut. Il possède également un trophée, acquit après avoir fini le mode "Classic", qui le montre dans cette posture. Le terrain affilié à Mr. Game & Watch, nommé "Espace 2D" (FlatZone en anglais), est aussi un mélange de différents jeux Game & Watch ; on retrouve sur ce terrain l'immeuble à 3 étages.
Dans Super Smash Bros. Brawl, son attaque change légèrement : plus puissante, plus haute, elle s'enchaine désormais avec un parachute tiré du jeu éponyme Parachute. "L'espace 2D no 2", son nouveau terrain, est une suite de quatre jeux Game & Watch qui s'enchainent, dont Fire.

## Sources
- (en) Fire version "Silver" sur le site de Torsten Lindh
- (en) Fire version "Wide Screen" sur le site de Torsten Lindh